# Terberg TT 2223-220
De Terberg TT 2223-220 is een waterwerper die gebruikt wordt door de Nederlandse politie. De fabrikant is het Nederlandse bedrijf Terberg techniek. Hij verving in 2007 bij de Nederlandse politie de Terberg TS 15-1 die sinds 1987 in gebruik was.
De waterwerper wordt door de Mobiele Eenheid ingezet als een niet-dodelijk geweldsmiddel om tijdens rellen en andere grootschalige verstoringen van de openbare orde deelnemers uit elkaar te drijven. Ook gaat er van de aanwezigheid van een waterwerper tijdens demonstraties en andere grote evenementen een preventieve werking uit.

## Aanschaf
De voertuigen zijn voor de Nederlandse politie aangekocht door de Landelijke Faciliteit Rampenbestrijding, een zelfstandige afdeling van het Ministerie van Binnenlandse Zaken en Koninkrijksrelaties (BZK). Er werden in totaal zes waterkanonnen van dit type aangeschaft, die per twee werden ondergebracht bij de regiokorpsen Amsterdam-Amstelland, Haaglanden en Rotterdam-Rijnmond. De voertuigen worden echter in het hele land ingezet.

## Beschrijving
De Terberg TT 2223-220 is gebaseerd op een Volvo FM 4x2 chassis dat werd voorzien van luchtvering en (inschakelbare) vierwielaandrijving. De motor en versnellingsbak zijn verplaatst naar de achterkant van het voertuig. Het voertuig is voorzien van een ruime cabine met lage instap, en veel glas voor een optimaal zicht rondom. Het voertuig trekt veel sneller op dan zijn voorganger de Terberg TS 15-1.

## Gebruik
De bemanning bestaat uit vier personen: voorin zitten links de chauffeur en rechts de commandant. Daarachter en –boven, op stoelen die mee kunnen draaien met het waterkanon erboven, twee operators (ook wel kanonnier of spuitgast genoemd) voor de waterkanonnen. Omdat het sturen door de bepantsering en het gewicht lastig is, en omdat de operators exact moeten weten wat het waterkanon doet oefent de bemanning meerdere keren per jaar en op verschillende plaatsen door het land. Er wordt onder andere geoefend met de Mobiele Eenheid, waaronder de Bereden ME.
De waterwerper voert 8000 liter water mee. De waterkanonnen kunnen dit met zo’n 16 bar spuiten. Maar ook met minder druk, om bv. een mensenmenigte alleen maar nat te spuiten, wat vaak voldoende is om de menigte te verspreiden, zeker als het koud is.
Waterwerpers worden opgesteld in de achterste linie van de ME, bijvoorbeeld bij de ontruiming van kraakpanden of bij rellen na voetbalwedstrijden, om groepen mensen uit elkaar te drijven. Mocht spuiten met gewoon water niet voldoende zijn, dan kan er traangas of kleurstof aan het water worden toegevoegd.

## Buitendienststelling en vervanging
Tijdens een oefening in de zomer van 2022 klapte een band van een van de 24 ton zware waterwerpers, waardoor enkele agenten gehoorschade opliepen. Dit leidde tot onrust onder agenten in de buurt van waterwerpers. Onderzoek wees uit dat de zes waterwerpers vaker dan voorspeld worden ingezet en daardoor sneller slijten. Daarop besloot de politie alle waterwerpers buitendienst te stellen en nieuwe waterwerpers te kopen. De politie bereidt een Europese aanbesteding voor en kijkt naar een kleiner, meer wendbaar en minder zwaar type waterwerper. 
Zolang leent de Nederlandse politie van de Belgische politie Ziegler PSV 9000 sproeiwagens en van de Duitse politie Wasserwerfer 10000. Duitse en Belgische agenten bemannen de geleende waterwerpers, maar staan onder commando van de Nederlandse politie.

## Uitrusting

### Technische uitrusting
- Inschakelbare vierwielaandrijving[5]
- Sperdifferentieel
- Luchtvering[5]
- Stuurbekrachtiging
- ABS
- ThermoVans aircosysteem[14]
- Achteruitrijcamera
- Rettbox contactdoos voor externe perslucht- en stroomvoorziening
- ‘Run-flat’ banden[3]

### Signaalverlichting
- 2x dakzwaailichten blauw/oranje
- 2x frontflitsers (blauw) naast de koplampen
- 2x flitslicht blauw aan de achterzijde
- 2x flitslicht oranje aan de achterzijde[noot 1]

### Tactische uitrusting
- Twee waterkanonnen in acrylglas behuizingen op het cabinedak[3]
- Waterkanon ingebouwd in de achterbumper[3]
- Beweegbare voorbumper die uitgeschoven als dozerblad kan worden gebruikt[3]
- Slag- en brandwerende polycarbonaat carrosserie.[3] Dofdonkerblauw, zoals alle ME voertuigen.
- Slag- en brandwerende polycarbonaatacrylglas ruiten en lampglazen[3]
- Metalen gaasroosters op de voorruit en zijspiegels.
- Rubberen ‘schorten’ rondom tot vlak boven de grond en in de wielkasten tot vlak bij de banden.
- Sproei-installatie rondom het voertuig om het voertuig te beschermen tegen brandende projectielen.[5]
- Nooddouche aan iedere zijkant voor ME’ers die door een molotovcocktail of verfbom geraakt zijn.[5]
- Interne brandblusinstallatie in de cabine.
- Autonoom overdruksysteem met gefilterde luchttoevoer in de cabine om de bemanning te beschermen tegen (traan)gas.[5]
- Omroepsysteem met luidsprekers om berichten verstaanbaar te verspreiden.
- Videobewakingssysteem bestaande uit vier videocamera’s rondom die zijn aangesloten op een server in het voertuig.[3] Via deze server kunnen de opnames eenvoudig worden hergebruikt, bijvoorbeeld voor trainingsdoeleinden of als juridisch bewijs. De server heeft een opslagcapaciteit van 24 uur.[2]
- Datamonitoringsysteem dat elke handeling in het voertuig registreert. Dit systeem is ook verbonden met de server.

### Waterwerpinstallatie
Het voertuig is voorzien van een gecompartimenteerde watertank met een inhoud van 8.000 liter. Een hydraulisch door de voertuigmotor aangedreven centrifugaalpomp zorgt voor een maximaal debiet van 2.200 l/min bij 16 bar (1.100 l/min per waterkanon). Het is mogelijk om te pompen/spuiten tijdens het rijden. De tank kan gevuld worden bij iedere brandkraan of -put die de brandweer ook gebruikt, en duurt zo’n 20 minuten. Via een aparte leiding kan uit een aparte tank een additief aan het uitgeworpen water worden toegevoegd, bijvoorbeeld traangas of kleurstof.

#### Waterkanonnen
Het voertuig is voorzien van twee waterkanonnen op het cabinedak en een waterkanon op de achterbumper. De waterkanonnen op het cabinedak zijn voorzien van acrylglas behuizingen, als bescherming tegen gegooide voorwerpen en om ze gemakkelijker te kunnen reinigen, bijvoorbeeld van verf van verfbommen. In elke behuizing is ook een camera en een schijnwerper ingebouwd. Aan de camera is een tft-scherm verbonden waarmee de bedienaar het waterkanon kan richten. Met de schijnwerper kan in het donker beter worden gericht. De waterkanonnen kunnen 180° draaien en staan bij operationeel gebruik op een uitschuifbare ca. 30 cm hoge mast (de waterkanonnen kunnen ook werken in de lage stand). De waterkanonnen worden bediend met een joystick.
Het achterste waterkanon is ca. 60 cm boven de grond vlak boven de achterbumper van het voertuig ingebouwd. Het kan 90° draaien en heeft een debiet van 400 l/min. Dit waterkanon wordt gebruikt om relschoppers die achter het voertuig schuilen te verjagen.

## Filmpjes
- YouTube, Mobiele Eenheid (ME) test ultramodern waterkanon (6 mrt 2008) (19 sep 2011)
- YouTube, Waterwerper Mobiele Eenheid ( Volvo Terberg TT 2223-220 ) Eenheid Rotterdam (16 apr 2013)
- YouTube, Waterwerper Mobiel Eenheide Den Haag (21 jun 2020)
- YouTube, Waterkanon Demo ME Politie SAR Katwijk Waterwerper Mobiele Eenheid (14 jul 2018)
- YouTube, Politie waterwerpers spuiten demonstranten van het Museumplein in Amsterdam (22 mrt 2021)
- YouTube, Politie gebruik waterkanon bij demonstratie Eindhoven (24 jan 2021)